# Deutsche Waffen- und Munitionsfabriken
La Deutsche Waffen- und Munitionsfabriken Aktiengesellschaft  fu una società per azioni tedesca che produceva armi e munizioni, nota anche come DWM, fondata nel 1896 da Isidor Loewe nella Germania Imperiale.

## Storia
Azienda creata nel 1896, quando la Ludwig Loewe & Company unì le sue strutture di produzione di armi e munizioni, costituendo così una società che fu diretta da Isidor Loewe (1848-1910) quando suo fratello Ludwig morì nel 1886.   

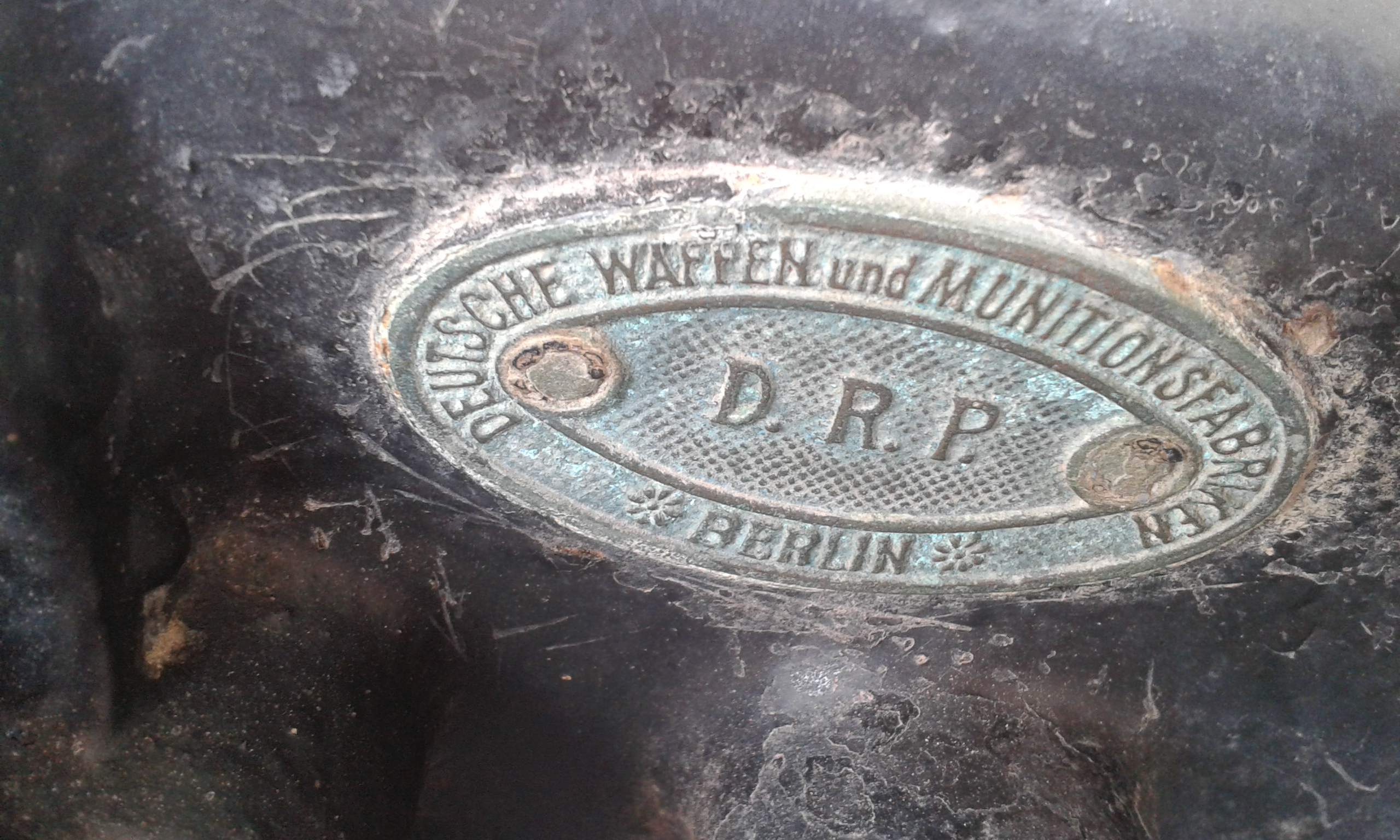
Stemma Storico

Nel 1896 Loewe fondò la Deutsche Waffen- und Munitionsfabriken con stabilimento di munizioni a Karlsruhe (Baden), prima Deutsche Metallpatronenfabrik Lorenz, e lo stabilimento di armi di Berlino. Tutte le azioni che la Loewe & Co. possedeva in altri impianti di armamenti furono trasferite alla DWM. Ciò includeva la Waffenfabrik Mauser, la Fabrique Nationale d'Armes de Guerre (FN) in Belgio e la Waffen- und Munitionsfabrik AG a Budapest.  
Tra i dipendenti della DWM va ricordato Hugo Borchardt, Georg Luger e Karl Maybach, primogenito del fondatore della Maybach, assunto dalla società nel 1901. 

## Le armi da fuoco

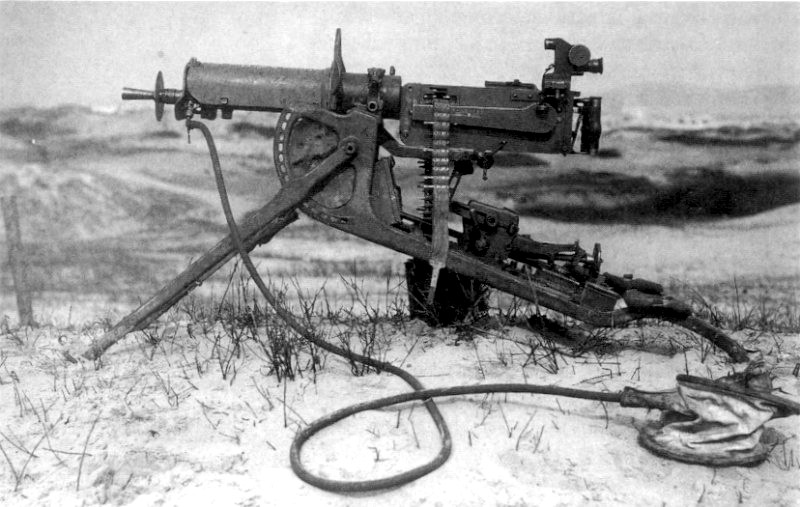
Mitragliatrice MG 08.

La DWM introdusse nel 1898 la pistola Luger Parabellum, ideata da Georg Luger e derivata dalla pistola C/93 di Hugo Borchardt. Poi produsse, come versione su licenza della mitragliatrice Maxim, anche le mitragliatrici Maschinengewehr 01 (MG 01) e Maschinengewehr 08 (MG 08), che sarebbe stata la principale mitragliatrice tedesca della prima guerra mondiale, insieme alla Parabellum MG 14/17, leggermente diversa, raffreddata ad aria e modificata per uso aeronautico. 

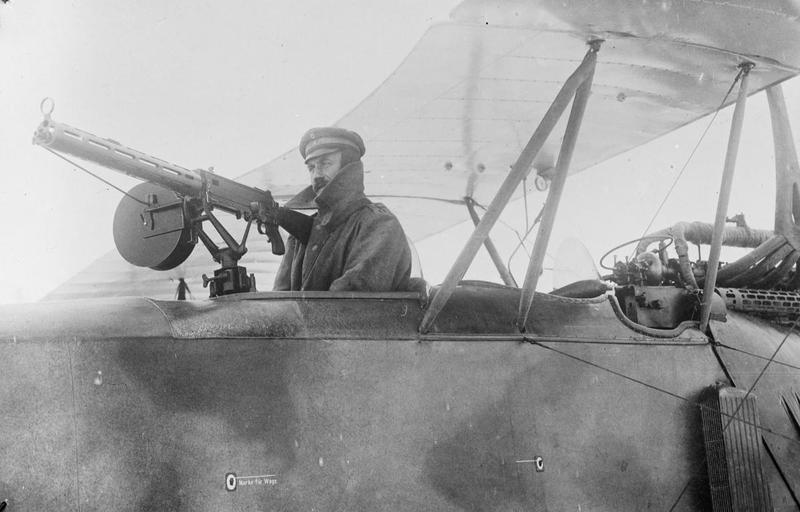
Osservatore aereo con MG a tamburo

Oltre ad essere uno dei principali fornitori di armi della Germania imperiale, l'azienda era all'avanguardia nella tecnologia delle armi di piccolo calibro. Fornirono il sistema dei fucili Mauser in varie parti del mondo (principalmente in America Latina), diventando uno dei maggiori produttori di armi al mondo. E a causa del fatto che il fucile Mauser costituiva una delle principali esportazioni tedesche prima della prima guerra mondiale, DWM giocò un ruolo importante nell'economia tedesca prebellica. Molte delle loro armi furono utilizzate dalle truppe tedesche anche durante la seconda guerra mondiale.
La DWM aveva un proprio sistema di codici per le cartucce; il codice a tre cifre "DWM" è ancora importante nel valutare le eventuali differenze tra le munizioni fabbricate all'epoca.